# Simetričnost
Simetričnost je lastnost relacije, ki pravi, če je element izbrane množice v relaciji z nekim drugim elementom, je tudi drugi v relaciji s prvim:
{\displaystyle \forall x,y\in A:xRy\Rightarrow yRx\!\,.}
Simetričnost je skupaj z refleksivnostjo in tranzitivnostjo ena od treh lastnosti, ki opredeljujejo ekvivalenčno relacijo.

## Primeri

### Simetrične relacije
V matematiki:
- "je enako" (enakost)
- "je vzporedno" (vzporednost).

Izven matematike:
- "je zakonec" (v večini pravnih sistemov)
- "je sorodnik"

### Nesimetrične relacije
V matematiki:
- "je manjše kot"
- "je večje kot"
- "je večje ali enako kot".

Izven matematike:
- "je šef"
- "je hči".